# 集中式认证服务
集中式认证服务（英語：Central Authentication Service，缩写CAS）是一种针对万维网的单点登录协议。它的目的是允许一个用户访问多个应用程序，而只需向认证服务器提供一次凭证（如用户名和密码）。这样用户不仅不需在登陆web应用程序时重复认证，而且这些应用程序也无法获得密码等敏感信息。“CAS”也指实现了该协议的软件包。

## 描述
CAS 协议基于在客户端Web浏览器、Web应用和CAS服务器之间的票据验证。当客户端访问访问应用程序，请求身份验证时，应用程序重定向到CAS。CAS验证客户端是否被授权，通常通过在数据库对用户名和密码进行检查。如果身份验证成功，CAS一次性在客户端以Cookie形式发放TGT票据，在其有效期CAS将一直信任用户，同时将客户端自动返回到应用程序，并向应用传递身份验证票（Service ticket）。然后，应用程序通过安全连接连接CAS，并提供自己的服务标识和验证票。之后CAS给出了关于特定用户是否已成功通过身份验证的应用程序授信信息。
CAS 允许通过代理服务器进行多层身份验证，还可以实现不同CAS服务器的授权。后端服务（如数据库或邮件服务器）可以使用CAS，通过从Web应用程序接收到的信息验证用户是否被授权。因此，网页邮件客户端和邮件服务器都可以实现CAS，如SOGo。

## 历史
CAS是由耶鲁大学的Shawn Bayern创始的，后来由耶鲁大学的Drew Mazurek维护。CAS1.0实现了单点登录。 CAS2.0引入了多级代理认证（Multi-tier proxy authentication）。CAS其他几个版本已经有了新的功能。
2004年12月，CAS成为Jasig的一个项目，2008年该组织负责CAS的维护和发展。CAS原名“耶鲁大学CAS”，此后被称为“Jasig CAS”。
2005年5月，CAS协议版本2发布，引入代理和服务验证。
2006年12月，安德鲁·W·梅隆基金会授予耶鲁大学第一届梅隆技术协作奖，颁发50000美元的奖金对耶鲁大学开发CAS进行奖励。颁奖之时，CAS在“数以百计的大学校园”中使用。
2012年12月，JASIG与Sakai基金合并，CAS改名为Apereo CAS。
2016年11月，基于Spring Boot的CAS软件版本5发布。